# Drengen i den stribede pyjamas (film)
Drengen i den stribede pyjamas er en tragediefilm fra 2008, skrevet og instrueret af Mark Herman. Den er baseret på romanen af samme navn fra 2006 af John Boyne. Holocaust-dramaet, der foregår under 2. verdenskrig, fortæller om rædslerne ved en nazistisk udryddelseslejr fortalt gennem øjnene på to otteårige drenge, Bruno (Asa Butterfield), søn af lejrens nazi-kommandør, og Shmuel (Jack Scanlon), et jødisk barn i lejren. Filmen havde premiere i Storbritannien den 12. september 2008.

## Handling
Bruno er en ung dreng, der bor i Berlin i Nazityskland under 2.verdenskrig. Hans soldaterfar, Ralf, bliver forfremmet og familien flytter "ud på landet" (det besatte Polen). I et hus uden naboer, langt fra byen og uden venner at lege med, bliver Bruno ensom og keder sig. Efter han gennem sit soveværelsesvindue ser folk, der arbejder på det Bruno tror er en gård - som i virkeligheden er en koncentrationslejr - får han forbud mod at lege i baghaven.
Bruno og hans søster Gretel får hjemmeundervisning af læreren hr. Liszt, hvis undervisning mest er af antisemitistisk indhold og nazistisk propaganda. Undervisningen og Gretels forelskelse i den unge løjtnant Kurt Kotler gør hende til en fanatisk støtte til Det Tredje Rige, som når et punkt hvor hendes soveværelsesvæg er dækket med med plakater og et portræt af Adolf Hitler. Bruno er forvirret, da den eneste jøde familien kender, er deres tjener-fange Pavel, som ikke ligner de antisemitiske karikaturer i Liszts undervisning.
Bruno sniger sig af kedsomhed om i baghaven og ind i skoven og ankommer til det pigtrådshegn, der omgiver lejren. Han bliver ven med en dreng ved navn Shmuel og deres uvidenhed om lejrens sande natur afsløres: Bruno mener, at de stribede uniformer Shmuel, Pavel og de andre fanger har på, er pyjamasser, og Shmuel fortæller, at hans bedsteforældre døde af en sygdom kort efter ankomsten til lejren. Bruno besøger ofte Shmuel, smugler mad med til ham og de spiller brætspil sammen. Han indser, at Shmuel er en jøde, som er bragt til lejren med sine forældre.
Brunos mor, Elsa, forstår endelig omfanget af Ralfs arbejde, efter at Kotler afslører, at den sorte røg, der ofte kommer fra lejrens skorstene, stammer fra afbrænding af lig og hun konfronterer Ralf. Ved en middag indrømmer Kotler, at hans far forlod sin familie og flygtede til Schweiz, fordi han var uenig i det nuværende politiske regime. Ralf fortæller Kotler, at han burde have informeret myndighederne om hans fars "forræderi". Forlegen ender Kotler middagen med at slå Pavel ihjel for at have spildt et glas vin.
Bruno ser en dag Shmuel arbejde i hjemmet og tilbyder ham kage. Da Kotler ser Bruno og Shmuel snakke sammen, skælder han Shmuel ud for at have stjålet kagen. Shmuel fortæller Kotler, at Bruno tilbød ham kagen, hvilket Bruno benægter, da han bliver bange; Kotler siger til Shmuel, at de vil skal have en "lille snak" senere. Bruno prøver senere at undskylde til Shmuel, men han er væk. Bagefter sniger Bruno sig til at se sin far og andre soldater se en propagandafilm om lejrens og dens fanger, der efter sigende skulle spille spil, spise mad på caféer og deltage i koncerter. Bruno, der tror at filmen viser sande billeder, krammer sin far. Kotler overflyttes til fronten, som straf for ikke at have informeret de nazistiske myndigheder om sin fars flugt. Bruno vender tilbage til hegnet hver dag, og endelig dukker Shmuel op igen med et blåt øje fra Kotlers "lille snak". Bruno undskylder og Shmuel tilgiver ham og deres venskab fortsætter.
I Berlin bliver Ralfs mor Nathalie - der er modstander af det nazistiske styre - dræbt af et bombeangreb begået af de allierede. Ved begravelsen forsøger Elsa at fjerne en begravelseskrans fra Führeren af respekt for Nathalie og hendes modstand, men Ralf stopper hende, hvilket får dem til at skændes efter ceremonien. Hjemme igen fortæller Ralf til Bruno og Gretel, at de skal flytte med deres mor hen til familie, hvor der er mere sikkert; Mens det faktisk er Elsa som er gået imod Ralf og vil ikke have at de skal bo i nærheden af fangelejren.
Bruno besøger Shmuel før han skal rejse, og får her at vide, at Shmuels far er forsvundet efter at være blevet overført til en anden arbejdsopgave. Bruno beslutter sig for at hjælpe Shmuel med at finde ham og vil ind til Shmuel i lejren. Shmuel finder en uniform til ham samt en kasket til at dække hans ubarberede hoved, og Bruno graver sig under hegnet for at komme ind i lejren. Han er chokeret over at se de mange syge og sørgelige jøder. Drengene leder efter Shmuels far i en af barakkerne, men pludselig dukker der soldater op og hele barakken bliver ført ned i et stort omklædningsrum.
Tilbage i huset opdager Gretel og Elsa Brunos forsvinden og Elsa afbryder$ Ralfs møde for at få hjælp. Ralf og hans mænd begynder at lede og Elsa og Gretel følger efter. En hund sporer Brunos lugt til hans efterladte tøj uden for hegnet, og Ralf kommer ind i lejren.
I mellemtiden får Bruno, Shmuel og de andre indsatte i omklædningsrummet besked på at fjerne deres tøj som forberedelse til et "brusebad". De lukkes ind i et gaskammer og lysene slukkes. Bruno og Shmuel holder i hånden for at trøste hinanden. Da en Schutzstaffel-soldat hælder Zyklon B-piller inde i det mørke kammer, begynder fangerne at gå i panik.
Ralf indser, at en gasning er i gang, og da han indser, hvad der er sket, råber han fortvivlet sin søns navn; ved hegnet hører Elsa og Gretel hans råb og falder på knæ og græder. Filmen slutter med den lukkede dør til det nu tavse gaskammer, hvilket indikerer, at alle fangerne, herunder Bruno og Shmuel, nu er døde.

## Cast
- Asa Butterfield som Bruno
- Jack Scanlon som Shmuel, en ung jøde sendt til en koncentrationslejr
- Vera Farmiga som Elsa, Brunos mor
- David Thewlis som Ralf, Brunos far
- Amber Beattie som Gretel, Brunos storesøster
- Rupert Friend som løjtnant Kurt Kotler
- David Hayman som Pavel
- Sheila Hancock som Nathalie, Brunos bedstemor
- Richard Johnson som Matthias, Brunos bedstefar
- Cara Horgan som Maria
- Jim Norton som Herr Liszt

## Produktion
Optagelserne fandt sted fra 29. april til 7. juli 2007 i Ungarn. Locations omfattede Kerepesi kirkegård i Budapest, Sacelláry Slot i Budafok og flere andre områder i Budapest. Indendørsscener blev filmet i Fót Studios, Budapest.  Efterproduktionen blev afsluttet i London.  De samlede produktionsomkostninger var cirka 13 millioner dollars. 

## Modtagelse

### Anmeldelser
Drengen i den stribede pyjamas har en 64% godkendelsesvurdering på Rotten Tomatoes, baseret på 142 anmeldelser, med en gennemsnitlig vurdering på 6,30/10. Webstedets kritiske konsensus forlyder: "En rørende familiefilm, som omhandler holocaust på en fastholdende og usædvanlig måde og pakker et brutalt sidste twist ind."  På Metacritic har filmen en score på 55 ud af 100, baseret på 28 kritikere, hvilket giver "blandede eller gennemsnitlige anmeldelser". 
James Christopher fra The Times omtalte filmen som "en enormt påvirkende film. Og vigtig".  Manohla Dargis fra The New York Times sagde, at filmen "bagatelliserede, glanserede, kitschede op, udnyttede og kaprede [Holocaust] til en tragedie om en nazistisk familie". 
I Chicago Sun-Times gav Roger Ebert filmen tre og en halv stjerne ud af fire og sagde, at det ikke blot er en rekonstruktion af Tyskland under krigen, men handler "om et værdisystem, der overlever som en virus". 
Kelly Jane Torrance i Washington Times sagde, at filmen var bevægende og smukt fortalt.  På trods af en vis kritik indgav Ty Burr fra The Boston Globe denne konklusion: "det, der redder 'The Boy in the Striped Pyjamas' fra kitsch, er den kolde, observante logik i Hermans historiefortælling". 

### Videnskabelig modtagelse
Forskere har kritiseret filmen for at skjule de historiske fakta om holocaust og skabe en falsk ækvivalens mellem ofre og gerningsmænd.   For eksempel i slutningen af filmen skildres sorgen i Brunos familie, hvilket tilskynder seeren til at føle sympati for holocaust -gerningsmændene. Michael Gray skrev, at historien ikke er særlig realistisk og indeholder mange usandsynligheder, fordi børn blev myrdet, når de ankom til Auschwitz, og det var ikke muligt for dem at have kontakt med mennesker udefra.   Ifølge nazi-optegnelser var der dog 619 drengebørn i lejren; alle pige- og mange andre drenge-børn blev gasset ved ankomsten.  En undersøgelse foretaget af Center for Holocaust Education på University College London fandt man ud af, at The Boy in the Striped Pyjamas "har en betydelig problematisk indvirkning på den måde, unge mennesker forsøger at finde meningen om denne komplekse fortid". En nyere undersøgelse viste imidlertid, at filmens modtagelse er stærkt baseret på seernes tidligere viden og overbevisning. :173 
I holocaust-underviseren Michael Grays undersøgelser fandt han ud af, at mere end tre fjerdedele af britiske skolebørn (i alderen 13–14) havde engageret sig med The Boy in the Striped Pyjamas, betydeligt mere end i Anne Franks dagbog. Filmen havde en betydelig indvirkning på mange af børnenes viden og overbevisning om holocaust. Børnene mente, at historien indeholdt en masse nyttig information om holocaust og gav et præcist indblik i mange virkelige begivenheder. Flertallet mente, at det var baseret på en sand historie. Han fandt også ud af, at mange elever dragede forkerte konklusioner ud fra filmen, såsom at antage, at tyskerne ikke vidste noget om holocaust, fordi Brunos familie ikke gjorde det, eller at holocaust var stoppet, fordi et nazistisk barn ved et uheld var blevet gasset.  Andre elever antog, at jøder havde meldt sig frivilligt til at gå i lejrene, fordi de var blevet narret af nazistisk propaganda, frem for at blive tæsket og deporteret.  Gray anbefalede til slut først børn at læse bogen, når de havde lært de vigtigste fakta om holocaust og var mindre tilbøjelige til at blive vildledt af den,  mens Auschwitz-Birkenau State Museum og andre mente, at bogen/filmen helt burde undlades fra undervisning, og der blev anbefalet, at sande beretninger og værker af jødiske forfattere skulle prioriteres. 

### Udmærkelser
| År   | Pris                                   | Kategori                                              | Modtager(e)                    | Resultat  |
| ---- | -------------------------------------- | ----------------------------------------------------- | ------------------------------ | --------- |
| 2008 | British Independent Film Awards        | Best Actress                                          | Vera Farmiga                   | Vundet    |
| 2008 | British Independent Film Awards        | Best Director                                         | Mark Herman                    | Nomineret |
| 2008 | British Independent Film Awards        | Most Promising Newcomer                               | Asa Butterfield                | Nomineret |
| 2008 | London Critics Circle Film Awards      | Young British Performer of the Year                   | Asa Butterfield                | Nomineret |
| 2009 | Premio Goya                            | Best European Film                                    | The Boy in the Striped Pyjamas | Nomineret |
| 2009 | Irish Film and Television Awards       | Best International Film                               | The Boy in the Striped Pyjamas | Nomineret |
| 2009 | Young Artist Awards                    | Best Leading Performance (International Feature Film) | Asa Butterfield & Jack Scanlon | Nomineret |
| 2009 | International Film Music Critics Award | Best Original Score for a Drama Film                  | James Horner                   | Nomineret |
| 2010 | CinEuphoria Awards                     | Top Ten of the Year - International Competition       | Mark Herman                    | Vundet    |
| 2010 | CinEuphoria Awards                     | Best Film - Audience Award                            | Mark Herman                    | Vundet    |
| 2010 | CinEuphoria Awards                     | Best Supporting Actress - Audience Award              | Vera Farmiga                   | Vundet    |
| 2010 | CinEuphoria Awards                     | Top Ten of the Year - Audience Award                  | Mark Herman                    | Vundet    |

## Yderligere læsning
- Gray, Michael (3. juni 2015). "The Boy in the Striped Pyjamas: A Blessing or Curse for Holocaust Education?". Holocaust Studies. 20 (3): 109-136. doi:10.1080/17504902.2014.11435377. S2CID 143231358.